# Sphaerophorus globosus
Sphaerophorus globosus, auch als Kugelträgerflechte bezeichnet, ist eine boden- oder rindenbewohnende Flechtenart aus der Familie der Sphaerophoraceae. 

## Beschreibung
Die Kugelträgerflechte zählt zur Gruppe der Strauchflechten, denn ihr ca. 5 bis 10 cm hoch werdendes, sehr brüchiges Lager (Thallus) ist locker strauchig verzweigt. Die Hauptstämmchen tragen knorpelige, grau-bräunliche Äste (0,2 bis 0,3 mm dick) mit weißlichen Spitzen. Die kugeligen Fruchtkörper (Apothecien) stehen an den Astenden und enthalten einzellige Sporen.

## Verbreitung
Die Kugelträgerflechte ist besonders in den niederschlagsreichen Höhenlagen West- und Nordeuropas häufig, kommt aber auch in Nordamerika vor. Sie besiedelt saures Substrat, etwa Heideböden, bemooste Silikatfelsen, aber auch Stämme alter Laub- und Nadelbäume.